# 青森県立青森北高等学校
青森県立青森北高等学校（あおもりけんりつ あおもりきたこうとうがっこう, 英: Aomori Prefectural Aomorikita High School）は、青森県青森市大字羽白字富田にある全日制の県立高等学校。通称「北高（きたこう）」。

## 概要
歴史
1941年（昭和16年）創立の青森市立第一中学校（旧制中学校）を前身とする。1948年（昭和23年）の学制改革により新制高等学校となった。現校名になったのは1969年（昭和44年）。長く男子校であったが、1984年（昭和59年）4月より男女共学を開始。また2000年（平成12年）にスポーツ科学科を新設し、現在に至る。2011年（平成23年）に創立70周年を迎えた。
設置課程・学科
全日制課程 2学科
- 普通科
- スポーツ科学科

校訓
「自治・協和・日進 」
校章
「高」の文字を「北」の文字で左右からはさんだデザインとなっている。
校歌
作詞は斉藤真一、作曲は小野政一による。歌詞は3番まであり、各番に校名の「北高」が登場する。
分校
今別校舎（全日制課程 普通科）- 〒030-1502 青森県東津軽郡今別町大字今別字西田258

## 沿革
旧制中学校時代
- 1941年（昭和16年）
  - 3月18日 - 文部省により「青森市立第一中学校」の設立が認可される。
    - 尋常小学校（国民学校初等科）を卒業した12歳以上の男子を入学資格とする。
    - 修業年限を5年（現在の中1から高2）、定員を500名（1学年あたり100名）とする。

  - 3月20日 - 青森市浦町字橋本に仮校舎を設置し、第1学年生徒100名の募集を開始。
  - 4月1日 - 初代校長に神精一が任命される。
  - 4月3日 - 第1回入学式を挙行。106名が入学。
  - 4月25日 - 開校記念式典を挙行。
- 1942年（昭和17年）
  - 1月2日 - 校旗を制定。
  - 2月16日 - 生徒定員を750名に増員。
  - 11月23日 - 新校舎が完成。
- 1943年（昭和18年）
  - 2月24日 - 生徒定員を1000名に増員。
  - 4月1日 - 中等学校令の施行により、この時の入学生から修業年限が4年となる。
- 1944年（昭和19年）- 勤労動員が開始。
- 1945年（昭和20年）
  - 3月28日 - 動員先の神奈川県において第1回卒業式を挙行。97名が卒業。
    - 本来、1941年（昭和16年）入学生は中等教育令が施行される前に入学したため修業年限は5年、1946年（昭和21年）3月卒業予定であったが、教育ニ関スル戦時非常措置方策により修業年限4年が前倒しで施行されることとなった。

  - 4月1日 - 学校での授業が停止される。ただし勤労動員は継続される。
  - 7月28日 - 青森大空襲により青森市の大部分が焦土と化す中、校舎が無事残る。
  - 8月 - 終戦。
  - 9月 - 授業を再開。
- 1946年（昭和21年）4月1日 - 修業年限が5年となる（ただし4年修了時点で卒業することもできた）。
- 1947年（昭和22年）4月1日 - 学制改革（六・三制の実施）が行われる。
  - 旧制中学校の募集を停止。
  - 新制中学校を併設し（以下・併設中学校）、旧制中学校1・2年修了者を新制中学校2・3年生として収容。
  - 併設中学校は経過措置としてあくまで暫定的に設置されたため、在校生が2・3年生のみの中学校であった。
  - 旧制中学校の3・4年修了者はそのまま在籍し、4・5年生となった（ただし4年修了時点で卒業することもできた）。

新制高等学校
- 1948年（昭和23年）
  - 4月1日 - 学制改革（六・三・三制の実施）により、旧制中学校が廃止され、新制高等学校「青森市立第一高等学校」（男子校）が発足。
    - 通常制普通課程を設置。修業年限を3年とする。
    - 旧制中学校卒業者（5年修了者）を新制高校3年生、旧制中学校4年修了者を新制高校2年生、併設中学校卒業者（3年修了者）を新制高校1年生として収容。
    - 併設中学校を継承し（名称:青森市立第一高等学校併設中学校）、在校生が1946年（昭和21年）に旧制中学校へ最後に入学した3年生のみとなる。

  - 4月15日 - 新制高等学校開校式を挙行。定員を600名とする。
- 1949年（昭和24年）3月31日 - 併設中学校を廃止。
- 1956年（昭和31年）10月 - 同窓会より校旗が寄贈される。
- 1961年（昭和36年）9月18日 - 創立20周年を記念して一高会館が完成。
- 1962年（昭和37年）8月12日 - 第44回全国高等学校野球選手権大会（夏の甲子園大会）に初出場。
- 1963年（昭和38年）4月1日 - 通常制普通課程を全日制課程普通科に改称。
- 1965年（昭和40年）
  - 9月30日 - PTAの寄付により、青森市陸上競技場スポーツハウスが完成。
  - 10月29日 - 新管理棟が完成。
- 1969年（昭和44年）4月1日 - 青森県に移管され「青森県立青森北高等学校」（現校名）に改称。
- 1970年（昭和45年）3月7日 - 新校歌・新校章・新校旗を制定。
- 1972年（昭和47年）9月9日 - 生徒会館「青雲会館」が完成。財団法人青森県立青森北高等学校奨学会が設立される。
- 1977年（昭和52年）9月3日 - 生徒会部室「とねりこ会館」が完成。
- 1978年（昭和53年）8月10日 - 第60回全国高等学校野球選手権大会（夏）に2度目の出場。
- 1982年（昭和57年）6月15日 - 青森市大字羽白字富田80番7において新校舎の建設が開始。
- 1983年（昭和58年）3月29日 - 第55回選抜高等学校野球大会（春のセンバツ甲子園）に初出場。
- 1984年（昭和59年）
  - 4月1日 - 男女共学を開始。
  - 4月6日 - 326名が入学。そのうち女子生徒は90名。
  - 6月5日 - 新校舎（管理棟・第二体育館）が完成。
  - 7月3日 - 陸上競技場・野球場・球技場・テニスコート等が完成。
- 1985年（昭和60年）
  - 1月21日 - 生徒会館室「朋友会館」が完成。
  - 4月1日 - 65分授業を開始。
- 1986年（昭和61年）7月21日 - 生徒会館「習北会館」が完成。
- 1989年（平成元年）3月30日 - 相撲道場が完成。
- 1991年（平成3年）10月12日 - 創立50周年記念式典を挙行。野球場の整備、大型バスの購入等が行われた。
- 1993年（平成5年）4月1日 - 大学進学率向上対策事業指定校となる。
- 1996年（平成8年）4月1日 - 男女別枠の定員が撤廃となる。
- 1998年（平成10年）
  - 1月1日 - 第77回全国高等学校ラグビーフットボール大会に初出場。　
  - 3月26日 - 柔剣道場「日進館」が完成。
  - 4月3日 - 第1学年普通科の入学者で初めて女子が男子の数を上回る。
- 2000年（平成12年）4月1日 - スポーツ科学科（1学級）を新設。
- 2001年（平成13年）
  - 3月30日 - トレーニング場が完成。
  - 9月15日 - ラグビー場が完成。
- 2007年（平成19年）4月1日 - 青森県立今別高等学校を統合し、今別校舎（分校）とする。
- 2019年4月1日 - 今別校舎（分校）の募集を最後に停止。
- 2022年3月31日 - 今別校舎（分校）の閉校予定。

## 部活動
ラグビー部は全国高等学校ラグビーフットボール大会の強豪として知られ、1998年の第77回大会1回戦（対坂出工高）では122対0の大会史上最多得点を記録している。また2003年には大阪工大高に敗れたものの、県勢初の8強まで進んでいる。

## 著名な出身者
- 細川亨 - 元プロ野球選手（埼玉西武ライオンズ→福岡ソフトバンクホークス→東北楽天ゴールデンイーグルス→千葉ロッテマリーンズ）、監督（火の国サラマンダーズ）、現コーチ（ロキテクノ富山）
- 内山千早 - 青森放送ラジオパーソナリティ・タレント
- SONOMI - 歌手
- 赤平勇人 - ラグビー選手（ホンダヒート）
- 斉藤芳 - 元ラグビー選手（釜石シーウェイブス→秋田ノーザンブレッツラグビーフットボールクラブ）
- 佐藤弘樹 - ラグビー選手（三菱重工相模原ダイナボアーズ）
- 鶴谷知憲 - ラグビー選手（NTTコミュニケーションズシャイニングアークス）
- 鶴谷昌隆 - ラグビー選手（三菱重工相模原ダイナボアーズ）
- 藤田貴大 - ラグビー選手（東芝ブレイブルーパス）
- 藤田哲啓 - ラグビー選手（日野自動車レッドドルフィンズ）
- 成田泰崇 - 柔道選手
- 畑山綾乃 - 元岩手朝日テレビアナウンサー
- 佐川遼 - プロボクサー（三迫ボクシングジム）

## 交通アクセス
- JR東日本 津軽線 「油川駅」より徒歩13分